# Bistum Abaetetuba

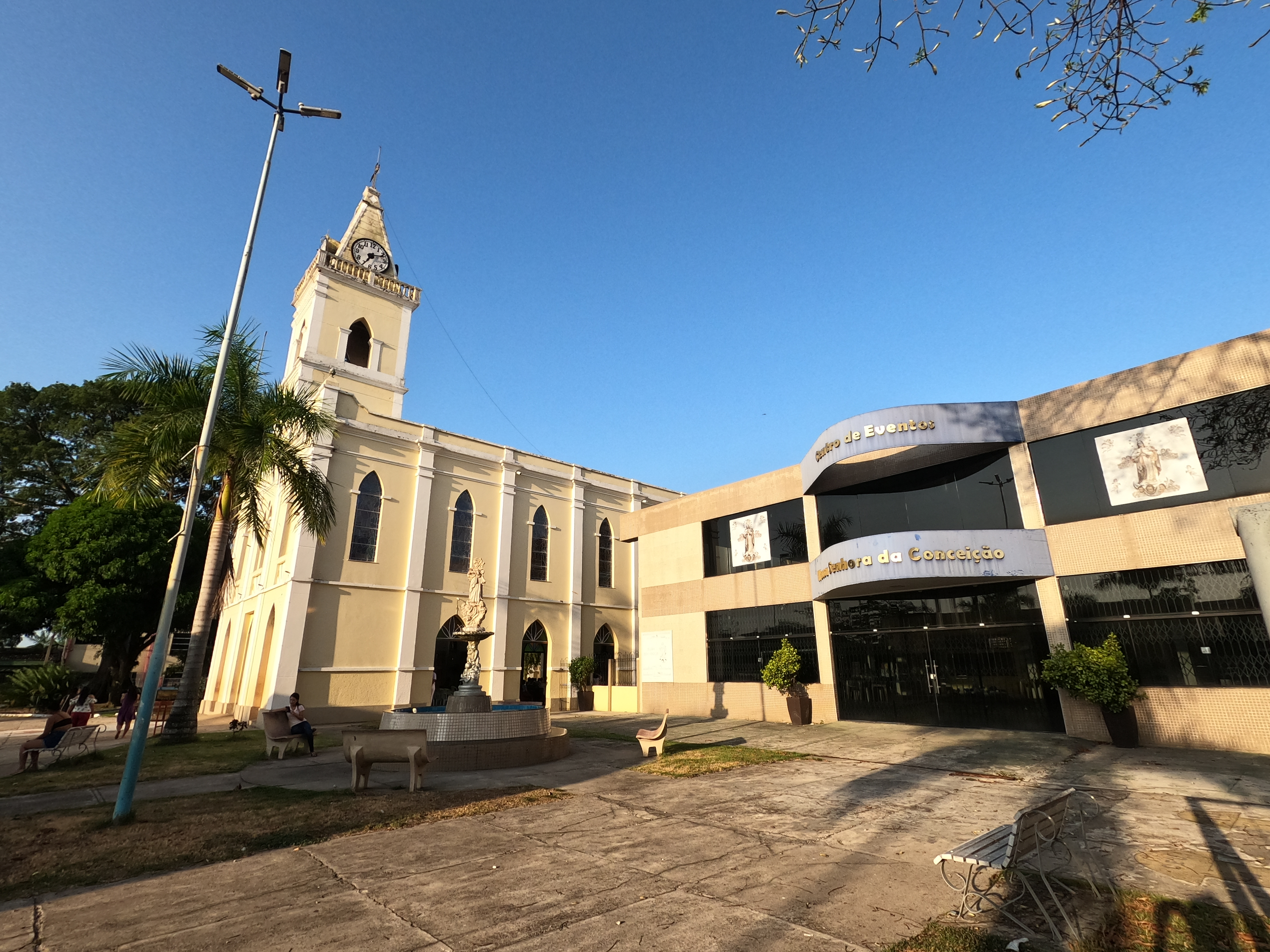

Das Bistum Abaetetuba (lateinisch Dioecesis Abaëtetubensis, portugiesisch Diocese de Abaetetuba) ist eine in Brasilien gelegene römisch-katholische Diözese mit Sitz in Abaetetuba im Bundesstaat Pará.

## Geschichte
Das Bistum Abaetetuba wurde am 25. November 1961 durch Papst Johannes XXIII. mit der Apostolischen Konstitution Quandoquidem novae aus Gebietsabtretungen des Erzbistums Belém do Pará als Territorialprälatur Abaeté do Tocantins errichtet. Die Territorialprälatur Abaeté do Tocantins wurde dem Erzbistum Belém do Pará als Suffragan unterstellt.
Am 4. August 1981 wurde die Territorialprälatur Abaeté do Tocantins durch Papst Johannes Paul II. mit der Apostolischen Konstitution Qui ad Beatissimi zum Bistum erhoben.

## Ordinarien

### Prälaten von Abaeté do Tocantins
- João Gazza SX, 1962–1966, dann Generalsuperior der Xaverianer-Missionare
- Angelo Frosi SX, 1970–1981

### Bischöfe von Abaetetuba
- Angelo Frosi SX, 1981–1995
- Flávio Giovenale SDB, 1997–2012, dann Bischof vom Santarém
- José Maria Chaves dos Reis, seit 2013